# Température
Pour les articles homonymes, voir Température (homonymie).
La température est une grandeur physique mesurée à l’aide d’un thermomètre et étudiée en thermométrie. Dans la vie courante, elle est reliée aux sensations de froid et de chaud, provenant du transfert thermique entre le corps humain et son environnement. En physique, elle se définit de plusieurs manières : comme fonction croissante du degré d’agitation thermique des particules (en théorie cinétique des gaz), par l’équilibre des transferts thermiques entre plusieurs systèmes ou à partir de l’entropie (en thermodynamique et en physique statistique). La température est une variable importante dans d’autres disciplines : météorologie et climatologie, médecine, et chimie.
L’échelle de température la plus courante est le degré Celsius, dans laquelle la glace (formée d'eau) fond à 0 °C et l'eau bout à environ +100 °C dans les conditions standard de pression. Dans les pays utilisant le système impérial (anglo-saxon) d’unités, on emploie le degré Fahrenheit, tel que la glace fond à +32 °F et l'eau bout à +212 °F. L’unité du Système international d'unités (SI), d’utilisation scientifique et définie à partir du zéro absolu, est le kelvin dont la graduation est identique à celle des degrés centigrades.

## Définition

### Origine physique

L'agitation thermique des molécules d'un gaz donne un aperçu de leur température.

La température ne peut être définie que pour des objets composés de nombreuses particules qui interagissent fortement : un atome seul n'a pas de température et un gaz extrêmement raréfié (dans lequel les chocs des molécules contre les parois sont plus fréquents que les chocs entre molécules) non plus.
Les particules qui composent la matière (molécules ou atomes) sont perpétuellement en mouvement et possèdent donc une certaine énergie cinétique. La température est une mesure indirecte du degré d'agitation microscopique des particules. Par ailleurs, un espace vide de matière mais dans lequel de la lumière se propage contient lui aussi de l'énergie. Dans de bonnes conditions, on peut associer une température à ce rayonnement qui mesure l'énergie moyenne des particules qui le constituent. Un exemple important de rayonnement thermique est celui du corps noir dont un exemple est donné par les étoiles dont le rayonnement révèle la température des atomes qui sont à sa surface.
Lorsque deux corps entrent en contact, ils échangent spontanément de l'énergie thermique : l'un des deux corps a des particules qui ont plus d'énergie cinétique. En les mettant en contact, les chocs entre particules font que cette énergie cinétique microscopique se transmet d'un corps à l'autre. C'est ce transfert d'énergie qui, en sciences physiques, est appelé chaleur.
Pour les gaz, la théorie cinétique définit la température comme suit :
{\displaystyle T={\frac {1}{3k_{B}}}\int ({\vec {v}}-{\vec {U}})^{2}\,p({\vec {v}})\,\mathrm {d} {\vec {v}}}
où :
- {\displaystyle k_{B}} est la constante de Boltzmann,
- {\displaystyle {\vec {v}}} la vitesse des particules,
- {\displaystyle {\vec {U}}} le champ de vitesse macroscopique (la vitesse moyenne),
- {\displaystyle p({\vec {v}})} la densité de probabilité des vitesses,
- {\displaystyle \mathrm {d} {\vec {v}}} le « volume » infinitésimal (dans l'espace des vitesses) au voisinage de {\displaystyle {\vec {v}}}.

Ces transferts d'énergie mènent spontanément à un état d'équilibre thermique où les deux corps en présence ont la même température.

### Vocabulaire
Dans les domaines de la physique et de la chimie, il est courant de parler de température ordinaire pour une température courante, moyenne. Par exemple, on dit « l'eau est liquide à la température ordinaire ». Mais cette dénomination n'est pas très formalisée et la valeur de la température ordinaire est rarement précisée (le plus souvent évaluée de manière commune de 18 à 25 °C).
La température normale signifie en général le 0 de l'échelle courante : c'est le plus souvent 0 °C.

### En thermodynamique
En thermodynamique, la température est définie à partir de l'énergie totale d'un système (appelée dans ce contexte énergie interne) et du nombre d'états que celui-ci peut posséder pour une valeur fixée de cette énergie, qui est donnée par la notion d'entropie. On parle alors de température thermodynamique, qui se mesure en kelvins (de symbole K) et dont le minimum est le zéro absolu, inaccessible en pratique du fait de propriétés quantiques. Le record de 450 pK (soit 0,45 nK ou 0,000 000 000 45 K), c'est-à-dire −273,149 999 999 55 °C, est atteint en 2003 au laboratoire de recherches du Massachusetts Institute of Technology (MIT) par une équipe codirigée par le prix Nobel de physique Wolfgang Ketterle.
Dans certaines expériences de physique, le calcul de la température au moyen de sa définition thermodynamique peut exceptionnellement aboutir à des valeurs négatives. Ces valeurs négatives sont extrêmement faibles (de l'ordre de quelques picokelvins à quelques nanokelvins). Elles apparaissent dans la mesure de certains systèmes quantiques très particuliers dont l'entropie, après avoir atteint un maximum, se met à diminuer à mesure qu'on leur ajoute encore de l'énergie,. Le signe moins traduit donc le fait que la variation utilisée dans la formule s'est inversée. Les échantillons pour lesquels on mesure de telles températures absolues négatives ne sont pas « plus froids » que le zéro absolu puisqu'ils fourniraient de la chaleur à tout autre système qui viendrait à leur contact. Les températures absolues négatives ne signifient pas non plus que la température est passée à un moment quelconque par le zéro absolu, « ce dernier restant impossible à atteindre ».

## Mesure et contrôle de la température

### Mesure

#### Techniques de mesure
- Capteur thermométrique
- Pyromètre
- Thermoscope
- Thermomètre
- Thermomètre à résistance de platine
- Thermocouple
- Thermomètre infrarouge
- Thermistance
- Thermomètre à minimum et maximum

### Contrôle
- Thermostat
- Climatisation
- Réfrigération, Réfrigérateur, Froid industriel, Production du froid
- Bain thermostaté, Étuve de laboratoire, Four, etc.
- Cryogénie, Cryostat

## Échelles de température

### Histoire
Pour créer une échelle de température, les scientifiques de l'Antiquité ont recherché deux cas opposés, le « froid » et le « chaud ».
En 1720, le scientifique allemand Gabriel Fahrenheit invente le thermomètre à mercure et l'utilise pour définir l'échelle Fahrenheit, dans laquelle 32 °F correspond à la température minimale et 212 °F au maximum.
En 1741, le physicien suédois Anders Celsius invente la gamme Celsius, qui comprend cent intervalles, les degrés Celsius (notés « °C »). Dans cette échelle, 0 °C est la température la plus basse, qui correspond au point de congélation de l'eau et 100 °C est la plus élevée, qui correspond au point d'ébullition de l'eau.
À la fin du XIXe siècle, le scientifique britannique Lord Kelvin suggère l’idée de créer une échelle où le zéro serait le point le plus bas, c'est-à-dire où la température ne pourrait pas baisser davantage : le zéro absolu. Les physiciens savent que cette température existe à −273,15 °C, ce qui, une fois atteint, ne permettait pas aux atomes de bouger. Ainsi, le « zéro » est pris à −273,15 °C. Cette nouvelle convention est officialisée en 1960.

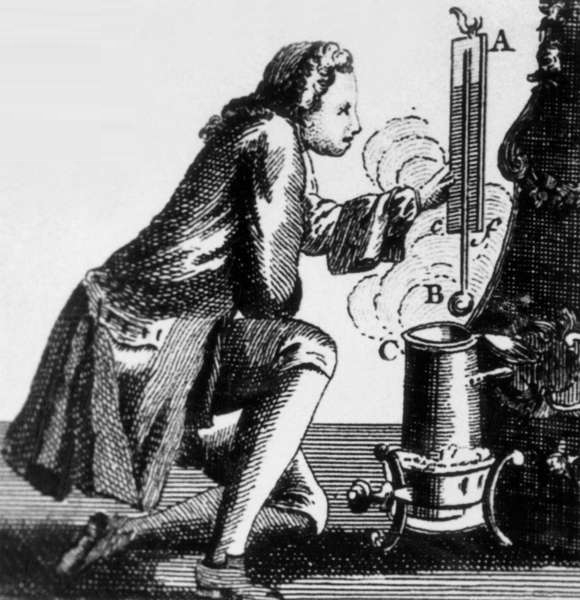
Gabriel Fahrenheit.
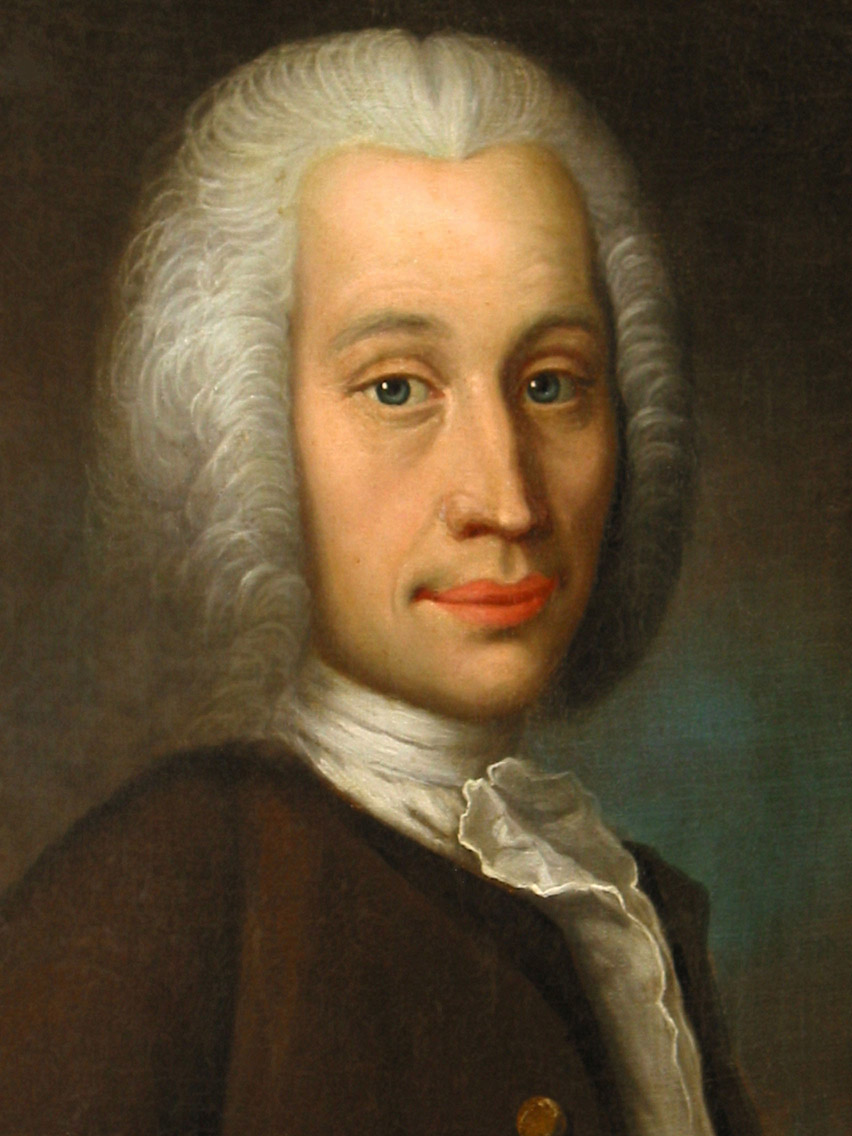
Anders Celsius.
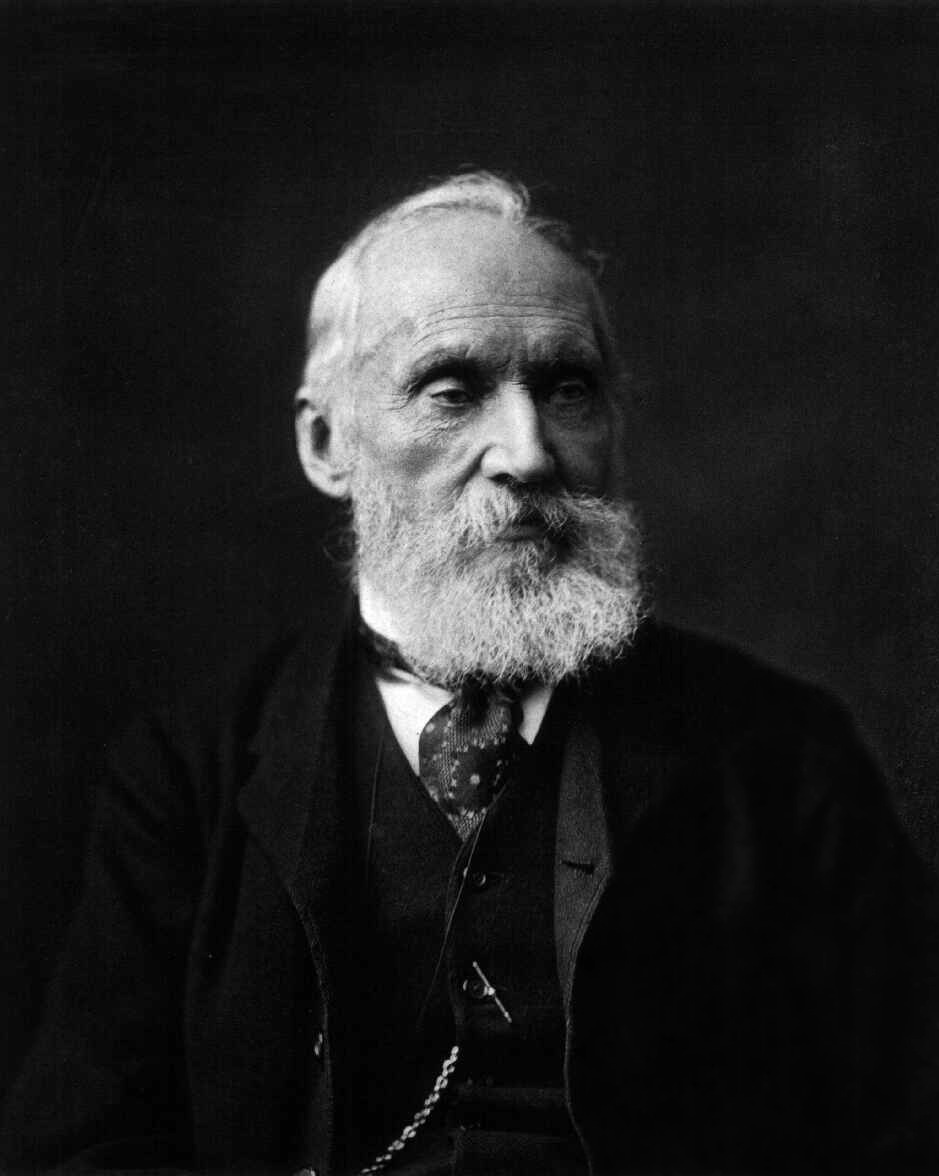
Lord Kelvin.

### Différentes échelles
| Échelle     | °C        | °F      | K          |
| ----------- | --------- | ------- | ---------- |
| Zéro absolu | −273,15   | −459,67 | 0          |
| Fusion      | 0         | +32     | +273,15    |
| Ébullition  | +99,983 9 | +212    | +373,133 9 |

L'unité légale de température dans le Système international est le kelvin de symbole « K » (à noter l'absence du symbole « ° » car ce n'est pas une échelle de mesure). Il existe d'autres systèmes de mesures antérieurs et toujours utilisés : les échelles Celsius, centigrade, Fahrenheit et Rankine.

#### Kelvin
Le kelvin est défini à partir du point triple de l'eau : un kelvin est égal à 1/273,16 fois la température du point triple de l'eau. Le zéro absolu, correspondrait à la limite à une absence totale d'agitation microscopique et à une température de −273,15 °C ; mais on ne peut jamais l'atteindre (considérer que l'entité physique est plutôt 1/T, et on ne peut jamais atteindre l'infini). Cette unité permet de définir une échelle absolue des températures.

#### Degré Celsius
C'est le kelvin auquel on retire 273,15 K. Son unité est le °C. Elle est une simple translation de l'échelle absolue (voir ci-après). La température du point triple de l'eau y a donc pour valeur 0,01 °C.

#### Échelles centigrades
L'échelle de mesure est telle que 0 et 100 sont fixés. Elle est appelée « centigrade » car les deux points de référence sont distants de 100°. Entre les deux, c'est la dilatation du mercure qui définit l'échelle.
Par exemple dans l'échelle centigrade, le zéro correspond à la température de la glace fondante et 100 degrés centigrades correspond à la température d'ébullition de l'eau sous une pression d'une atmosphère.

#### Échelle Fahrenheit
Son symbole est « °F ». Elle attribue une plage de 180 °F entre la température de solidification de l'eau et sa température d'ébullition. On la déduit de l'échelle Celsius par une fonction affine (voir ci-après). Elle fixe le point de solidification de l'eau à +32 °F et le point d'ébullition à +212 °F.

#### Échelle Rankine
C'est une simple homothétie de l'échelle absolue avec un facteur 9/5 (voir ci-après).

#### Conversion
Le tableau ci-dessous résume les formules permettant de convertir une température entre les différentes échelles.
|  | À partir de :                               | Kelvin                                                     | Celsius                                                  | Fahrenheit                                                 | Rankine                                                     | Réaumur                                                    |
|  | ------------------------------------------- | ---------------------------------------------------------- | -------------------------------------------------------- | ---------------------------------------------------------- | ----------------------------------------------------------- | ---------------------------------------------------------- |
|  | {\displaystyle T_{\mathrm {Kelvin} }=~}     | {\displaystyle T_{\mathrm {K} }~}                          | {\displaystyle T_{\mathrm {C} }+273,15~}                 | {\displaystyle {\tfrac {5}{9}}\,(T_{\mathrm {F} }+459,67)} | {\displaystyle {\tfrac {5}{9}}\,T_{\mathrm {Ra} }}          | {\displaystyle {\tfrac {5}{4}}\,T_{\mathrm {Re} }+273,15~} |
|  | {\displaystyle T_{\mathrm {Celsius} }=~}    | {\displaystyle T_{\mathrm {K} }-273,15~}                   | {\displaystyle T_{\mathrm {C} }~}                        | {\displaystyle {\tfrac {5}{9}}\,(T_{\mathrm {F} }-32)}.    | {\displaystyle {\tfrac {5}{9}}\,(T_{\mathrm {Ra} }-491,67)} | {\displaystyle {\tfrac {5}{4}}\,T_{\mathrm {Re} }}         |
|  | {\displaystyle T_{\mathrm {Fahrenheit} }=~} | {\displaystyle {\tfrac {9}{5}}\,T_{\mathrm {K} }-459,67}   | {\displaystyle {\tfrac {9}{5}}\,T_{\mathrm {C} }+32}     | {\displaystyle T_{\mathrm {F} }~}                          | {\displaystyle T_{\mathrm {Ra} }-459,67~}                   | {\displaystyle {\tfrac {9}{4}}\,T_{\mathrm {Re} }+32}      |
|  | {\displaystyle T_{\mathrm {Rankine} }=~}    | {\displaystyle {\tfrac {9}{5}}\,T_{\mathrm {K} }}          | {\displaystyle {\tfrac {9}{5}}\,T_{\mathrm {C} }+491,67} | {\displaystyle T_{\mathrm {F} }+459,67~}                   | {\displaystyle T_{\mathrm {Ra} }~}                          | {\displaystyle {\tfrac {9}{4}}\,T_{\mathrm {Re} }+491,67}  |
|  | {\displaystyle T_{\mathrm {Reaumur} }=~}    | {\displaystyle {\tfrac {4}{5}}\,(T_{\mathrm {K} }-273,15)} | {\displaystyle {\tfrac {4}{5}}\,T_{\mathrm {C} }}        | {\displaystyle {\tfrac {4}{9}}\,(T_{\mathrm {F} }-32)}     | {\displaystyle {\tfrac {4}{9}}\,(T_{\mathrm {Ra} }-491,67)} | {\displaystyle T_{\mathrm {Re} }~}                         |

#### Comparaison des échelles de température
| Échelle → Température ↓                                                             | Kelvin          | Celsius       | Centigrade (historique) | Fahrenheit | Fahrenheit | Fahrenheit     | Rankine         | Delisle | Newton | Réaumur | Rømer   |
| Échelle → Température ↓                                                             | Kelvin          | Celsius       | Centigrade (historique) | originelle | historique | actuelle       | Rankine         | Delisle | Newton | Réaumur | Rømer   |
| ----------------------------------------------------------------------------------- | --------------- | ------------- | ----------------------- | ---------- | ---------- | -------------- | --------------- | ------- | ------ | ------- | ------- |
| Zéro absolu                                                                         | 0               | −273,15       | −273,197                |            |            | −459,67        | 0               | 559,725 | −90,14 | −218,52 | −135,90 |
| Plus basse température naturelle relevée à la surface de la Terre par télédétection | 180,0           | −93,2         |                         |            |            | −135,8         | 323,9           | 289,8   | −30,8  | −74,6   | −41,4   |
| Mélange eau/sel de Fahrenheit                                                       |                 |               |                         | 0          |            |                |                 |         |        |         |         |
| Origine de l'échelle Celsius moderne                                                | 273,15          | 0             |                         |            |            | 32             | 491,67          | 150     | 0      | 0       | 7,5     |
| Point de fusion de l'eau (à pression atmosphérique)                                 | 273,150 089(10) | 0,000 089(10) | 0                       | 32         | 32         | 32,000 160(18) | 491,670 160(18) | ≈ 150   | ≈ 0    | ≈ 0     | ≈ 7,5   |
| Point triple de l'eau                                                               | 273,160 0(1)    | 0,010 0(1)    |                         |            |            | 32,018 0(18)   |                 |         |        |         |         |
| Température moyenne à la surface de la Terre                                        | 288             | 15            |                         |            |            | 59             | 518,67          | 127,5   | 4,95   | 12      | 15,375  |
| Température moyenne du corps humain                                                 | 309,95          | 36,8          |                         |            |            | 98,24          | 557,91          | 94,8    | 12,144 | 29,44   | 26,82   |
| Plus haute température naturelle enregistrée à la surface de la Terre               | 329,8           | 56,7          |                         |            |            | 134            | 593,67          | 67,5    | 18,7   | 45,3    | 33,94   |
| Point d'ébullition de l'eau (à pression atmosphérique)                              | 373,133 9       | 99,983 9      | 100                     | ≈ 212      | 212        | 211,971        | 671,641         | 0       | 33     | 80      | 60      |
| Point de fusion du titane                                                           | 1 941           | 1 668         |                         |            |            | 3 034          | 3 494           | −2 352  | 550    | 1 334   | 883     |
| Température estimée de la surface du Soleil                                         | 5 800           | 5 526         |                         |            |            | 9 980          | 10 440          | −8 140  | 1 823  | 4 421   | 2 909   |
| 1. 2. 3. 4.                                                                         |                 |               |                         |            |            |                |                 |         |        |         |         |

## Spécificité de différentes disciplines

### Météorologie
Dans le domaine de la météorologie, la température de l'atmosphère s'écrit souvent T°. À proximité du sol, elle est prise sous un abri, le plus courant est l'abri Stevenson, à deux mètres du sol. Elle se mesure également en altitude à l'aide de radiosondes. Deux types de températures sont mesurées:
- La température de l'air qui correspond à la température classique donnée par un thermomètre protégé de l'humidité et des radiations ;
- La température du point de rosée, ou température du thermomètre mouillé, est prise avec un thermomètre sur lequel de l'eau s'évapore. Classiquement, le thermomètre est recouvert d'une mousseline mouillée que l'on ventile (maintenant remplacé par une cellule à point de rosée). La perte d'énergie de l'évaporation dépend de l'humidité relative de l'air ce qui fait que la température du point de rosée est inférieure à la température de l'air, la rattrapant seulement lorsque l'air est saturé (100 % d'humité).

L'instrument utilisé pour mesurer simultanément températures sèche et humide est le psychromètre. Sur un diagramme de l'air humide, la courbe de température constante est une droite verticale.
D'autre part, le vent et l'humidité font varier la température ressentie par le corps. Des indices ont été développés pour rendre compte de cette sensation. Il y a le refroidissement éolien pour exprimer la perte de chaleur sous l'effet du vent et plusieurs indices (indice humidex ou indice de chaleur) pour l'effet de moiteur lors de canicules. Bien que les valeurs de ces indices soient choisies pour ressembler à une température, elles n'ent sont pas.
Voir aussi :
- Amplitude thermique
- Records de température sur Terre
- Point de givrage

### Biologie et médecine
- Animaux homéothermes, poïkilothermes
- Température corporelle

En ce qui concerne la qualité de l'air intérieur et la santé des individus, une température bien réglée est fondamentale. En effet, trop élevée, elle favorise le développement d'acariens et de moisissures. Bien réglée, elle permet de faire des économies énergétiques et indirectement financières non négligeables

### Physique
Il existe de nombreuses définitions de la température dès que l'objet considéré n'est pas à l'équilibre thermique. On repère par des noms caractéristiques diverses températures signalant un changement brutal de propriétés d'un corps. Voir Température (homonymie)  pour plus de détails.

### Sociopsychologie
Selon la culture, la chaleur de l'environnement, d'un habitat, de vêtements, d'objets ou de la nourriture évoque différentes choses et favorise différents comportements sociaux. Les mots « chaleureux » ou « froid » ou des expressions telles que « à mains froides cœur chaud » montrent l'importance sous-jacente de la chaleur dans les interactions humaines.
Des expériences ont montré qu'un sujet tenant une tasse de café chaud tend à trouver les autres plus chaleureux et attentionnés que s'il tient un café glacé. Il offrira plus volontiers un cadeau à son entourage après avoir tenu un café chaud, alors qu'il tendra à s'occuper de lui après avoir tenu un café glacé.